# Loxocemus bicolor
Famille
Genre
Espèce
Synonymes
- Loxocemus sumichrasti Bocourt, 1876
- Plastoseryx bronni Jan, 1862

Statut de conservation UICN

 LC  : Préoccupation mineure
Statut CITES
Loxocemus bicolor, unique représentant du genre Loxocemus, est l'unique espèce de serpents de la famille des Loxocemidae. Il est également appelé Python d'Amérique centrale ou Python fouisseur du Mexique.

## Répartition
Cette espèce se rencontre dans le sud-est du Mexique, au Guatemala, au Honduras, au Salvador, au Nicaragua et au Costa Rica.

## Description
Loxocemus bicolor a le dos et la queue brun pourpre et la face ventrale jaune.

## Étymologie
Son nom d'espèce, du latin bicolor, « à deux couleurs », lui a été donné en référence à sa livrée.

## Publication originale
- Cope, 1861 : On the Amphisbaenidae and Loxocemus. Proceedings of the Academy of Natural Sciences of Philadelphia, vol. 1861, p. 75-77 (texte intégral).